# Cầu Đoan Hùng
Cầu Đoan Hùng là cây cầu bắc qua sông Chảy tại vị trí km111+300 của quốc lộ 2, đảm bảo giao thông cho tuyến từ Hà Nội đi Hà Giang.

## Thông số kỹ thuật
- Chiều dài: 128 m;
- Chiều rộng: 12 m;
- Số nhịp: 8 nhịp;
- Loại vật liệu: bê tông;
- Cấp tải trọng: H30.